# ابن عقیل
ابن عقیل (نام اصلی: عبدالله بن عبدالرحمن بن محمد) (۱۶ اکتبر ۱۲۹۸ - ۱۶ نوامبر ۱۳۶۷م) زبان‌شناس، ادیب و مفسر مصری در سدهٔ هشتم هجری بود که به تدریس فقه، نحو، معانی، عروض نیز پرداخت. آثار او «التفسیر»، «مختصر الشرح الکبیر»، «الجامع النفیس فی الفقه»، «المساعد فی شرح التسهیل»، «شرح ألفیه ابن مالک» که با این اثر شهرت یافت.
میلادذوالقدر، پژوهشگر تاریخ، او را از بزرگان ادب و فقه دوره مملوکیان می‌داند.